# The Dark Side of the Moon
The Dark Side of the Moon (titulat Dark Side of the Moon a l'edició en disc compacte de 1993; en català: El costat fosc de la lluna) és un àlbum conceptual i el vuitè disc d'estudi del grup britànic de rock progressiu Pink Floyd. Va ser publicat l'1 de març de 1973 als Estats Units i el 16 de març del mateix any al Regne Unit, i és considerat per molts com el millor àlbum del grup. L'àlbum està construït a partir de les idees que Pink Floyd havia explorat en els seus concerts i anteriors enregistraments, però li manquen les llargues parts instrumentals que caracteritzaven els treballs posteriors a la partença, el 1968, del seu membre fundador, principal compositor i lletrista, Syd Barrett. La temàtica de l'àlbum inclou el conflicte, l'avarícia i els diners, l'envelliment i la malaltia mental, aquest últim tema inspirat en part pel deteriorament mental de Barrett.
L'àlbum es va desenvolupar com a part d'una futura gira de la banda, s'estrenà en directe diversos mesos abans que ni tan sols haguessin començat els enregistraments a l'estudi. La música i la lletra de totes les peces es van escriure durant un període de 7 setmanes, i el nou material es va anar refinant a mesura que avançava la gira, i va ser enregistrat en dues sessions el 1972 i 1973 als Abbey Road Studios de Londres. Pink Floyd va usar algunes de les tècniques d'enregistrament més avançades de l'època, incloent-hi enregistraments multipista i loops. En algunes de les pistes es van usar sintetitzadors analògics, mentre que una sèrie d'entrevistes amb la banda i l'equip tècnic apareixen al llarg de l'àlbum en forma de cites filosòfiques. Alan Parsons va ser el responsable d'alguns dels aspectes sònics més innovadors de l'àlbum, incloent-hi la interpretació no lèxica de Clare Torry. S'hi troben també diferents sorolls com el d'una persona corrent al voltant d'un micro, rellotges, etc.
The Dark Side of the Moon va ser un èxit immediat, arribant als Estats Units al lloc més alt de la llista Billboard 200 durant una setmana. Va romandre a les llistes 749 setmanes (catorze anys), de les quals 591 de manera consecutiva, essent així l'àlbum que més temps ha romàs en llistes de la història. Amb una estimació de vendes de 45 milions de còpies, és l'àlbum més reeixit de Pink Floyd i un dels més venuts a escala mundial de la història (concretament el tercer). Ha estat remasteritzat i reeditat en dues ocasions, a més d'haver estat versionat per diverses bandes. De l'àlbum se'n van extreure dos de senzills: «Money» i «Us and Them». També se'n van fer edicions especials per al 20è i el 30è aniversari, aquest últim en un CD amb so 5.1. A més del seu èxit comercial, podria dir-se que The Dark Side of the Moon és l'àlbum més popular entre els seguidors i crítics, i apareix sovint a les llistes de millors àlbums de tots els temps.
El tema «Money» va situar Pink Floyd en el primer lloc de les llistes de vendes i és, amb «All you need is love» dels Beatles, els únics títols amb signatura rítmica 7/4 que han assolit el número u en vendes. El solo de David Gilmour en 4/4 porta la peça al ritme clàssic del rock.

## Antecedents
Després del llançament de Meddle, els membres de la banda es van reunir el desembre de 1971 per a una gira pel Regne Unit, el Japó i els Estats Units. Mentre assajaven a Broadhurst Gardens, Londres, tenien en perspectiva la imminent creació d'un nou àlbum, encara que la seva prioritat era la creació de nou material. En una reunió a casa del bateria Nick Mason a Camden, el baixista Roger Waters va proposar que el nou àlbum podria formar part de la gira. La idea de Waters era que l'àlbum tractés sobre coses que «fan enfadar la gent», enfocant-se en les pressions a què es va enfrontar la banda pel seu estil de vida i en els problemes mentals que tenia l'antic membre de la banda, Syd Barrett. Ja havien explorat una idea similar a «The Man and The Journey», una peça de música conceptual que van tocar als seus concerts de 1969. En una entrevista concedida a la revista Rolling Stone, David Gilmour va dir: 
| « | «Crec que tots pensàvem —i en Roger definitivament ho pensava— que moltes de les lletres que havíem estat utilitzant eren massa indirectes. Definitivament, hi havia una sensació que les paraules serien molt clares i específiques». | » |

En general, els quatre membres de la banda van estar d'acord que la idea de Waters de fer un àlbum basat en una única temàtica era una bona idea. El baixista i principal lletrista Roger Waters, el guitarrista David Gilmour, el bateria Nick Mason i el teclista Richard Wright van participar en la composició i la producció del nou material, una cosa poc habitual en els següents llançaments de Pink Floyd. Waters va gravar les primeres demos a la seva casa d'Islington, en un petit estudi d'enregistrament que tenia en un cobert ubicat al seu jardí. Algunes parts del nou àlbum es van extreure de material no usat prèviament: el començament de «Breathe» procedeix d'un treball anterior de Waters i Ron Geesin compost per a la banda sonora de The Bodi; l'estructura bàsica de «Us And Them» es va extreure d'una peça original composta per a la pel·lícula Zabriskie Point. La banda va assajar en un magatzem de Londres que pertanyia a The Rolling Stones, i després en el Rainbow Theatre. A més, van comprar material nou, incloent-hi nous altaveus, un sistema de PA, una taula de barreges de 28 canals amb quatre sortides quadrafòniques i un sistema de llums. Es van transportar nou tones de material amb tres camions: seria la primera vegada que la banda feia la gira amb un àlbum complet, però els va permetre refinar i millorar el nou material, que ja havia rebut el nom provisional de The Dark Side of the Moon (més una al·lusió als llunàtics que a l'astronomia). En descobrir que el títol ja havia estat utilitzat per una altra banda, Medicine Head, va ser temporalment canviat a «Eclipse». L'estrena d'«Eclipse» es va fer a The Dome de Brighton el 20 de gener de 1972, encara que en comprovar que l'àlbum de Medicine Head havia estat un fracàs comercial, van tornar a canviar el títol a The Dark Side of the Moon.
[a]

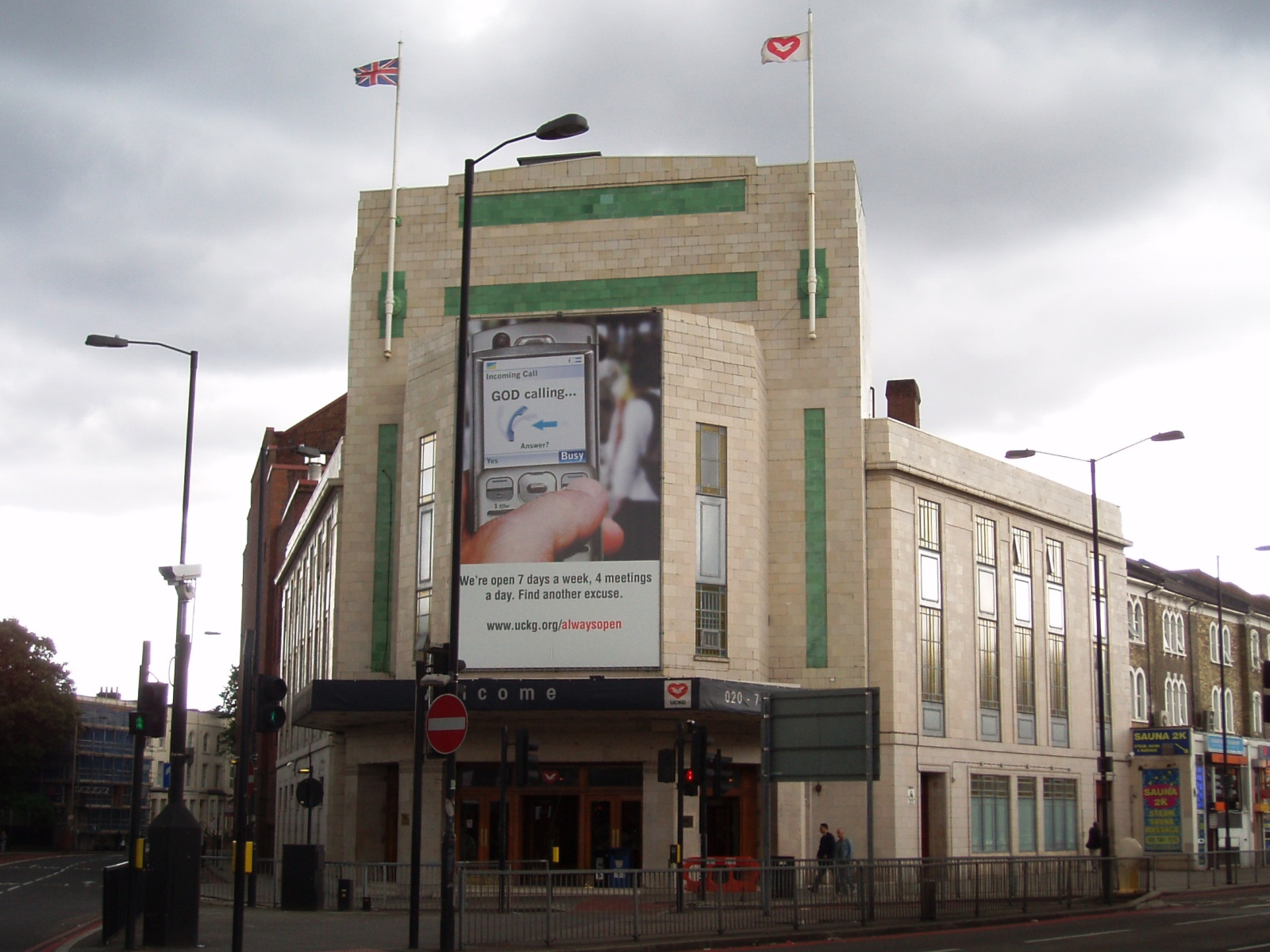
El Rainbow Theatre de Londres (ara és una església)

Dark Side of the Moon: A Piece for Assorted Lunatics, com es coneixia llavors, es va tocar en presència d'un grup de periodistes (i gent disposada a gravar un bootleg) el 17 de febrer de 1972 (més d'un any abans del seu llançament oficial al teatre Rainbow) amb una molt bona acollida crítica. Michael Wale de The Times va descriure la peça dient que «… porta les llàgrimes als ulls. Està tan plena de comprensió i alhora d'interrogants musicals!», mentre que Derek Jewell de The Sunday Times va escriure «L'ambició de la intenció artística de [Pink] Floyd és enorme». Melody Maker va ser menys entusiasta: «Musicalment, hi havia grans idees, però els efectes de so sovint em deixaven pensant que era dins d'una gàbia d'ocells al Zoo de Londres». La posterior gira va rebre una gran acollida per part del públic. Es va tocar el nou material en directe, en el mateix ordre que després apareixeria a l'àlbum, encara que amb òbvies diferències com la falta de sintetitzadors en pistes com «On the Run», i la lectura de peces de la Bíblia en comptes de la veu de Clare Torry a «The Great Gig in the Sky».
La gira Dark Side Of The Moon Tour de 1972-1973 per Europa i els Estats Units els va donar l'oportunitat de fer millores en la qualitat dels temes. Entre els concerts de la gira, es van començar a fer les sessions d'estudi; els assajos van començar a Anglaterra el 20 de gener, encara que al febrer la banda va viatjar a França per gravar música per a La Vallée, una pel·lícula francesa del director Barbet Schroeder.[b] Después van tocar al Japó i van tornar a França el març per completar el treball de La Vallée. A tot això van seguir-hi actuacions als Estats Units abans que la banda tornés a Londres per començar l'enregistrament de l'àlbum, del 24 de maig al 25 de juny. Després d'una altra sèrie de concerts a Europa i els Estats Units, i l'enregistrament l'octubre de Pink Floyd: Live at Pompeii, la banda va retornar a l'estudi el 9 de gener de 1973 per completar l'enregistrament de l'àlbum.

## Concepte
The Dark Side of the Moon es va construir a partir d'experiments fets per Pink Floyd en concerts i en enregistraments previs, però sense les extenses peces instrumentals que, segons el crític David Fricke, s'havien convertit en una característica de la banda des de la marxa del membre fundador Syd Barrett el 1968. El guitarrista David Gilmour, el músic que va reemplaçar Barrett, després es va referir a aquests instrumentals com «aquest rotlle enrevessat de la psicodèlia». Gilmour i Waters citen l'àlbum Meddle de 1971 com un punt d'inflexió cap al que després seria el següent àlbum.
La temàtica de les lletres de les cançons inclou l'avarícia, l'envelliment, la mort i la malaltia mental. Aquest últim tema va tenir com a inspiració el deteriorament mental de Barrett, qui havia estat el principal compositor i lletrista de la banda en els seus primers anys. L'àlbum és conegut per l'ús de música concreta i conceptual i les lletres filosòfiques, igual com molts altres treballs de la banda.
Cada cara de l'àlbum constitueix una peça contínua de música. Les cinc pistes de cada cara reflecteixen diversos estadis de la vida humana. L'àlbum comença i acaba amb batecs de cor; explora la naturalesa de l'experiència de l'ésser humà, i segons Waters, «l'empatia». «Speak to Me» i «Breathe» junts fan èmfasi en els elements mundans i fútils de la vida junt amb la sempre present amenaça de la bogeria i la importància de viure cada un la seva pròpia vida: «No tinguis por a voler». «On the Run», una cançó instrumental guiada per sintetitzadors, evoca l'estrès i l'ansietat que provoca el transport modern, en particular la por de Wright a volar, portant la trama de la cançó a un aeroport. «Time» s'endinsa en la manera en la qual el pas del temps pot controlar la vida d'un mateix i ofereix una vehement advertència als qui malgasten el temps agafant-se els aspectes més mundans de la vida. A aquesta cançó li segueix el tema del retir cap a la solitud i el refugi en la cançó «Time/Breathe (reprise)». La primera part de l'àlbum acaba amb «The Great Gig in the Sky», una sentida metàfora sobre la mort. Obrint amb el so d'una caixa registradora i el soroll de monedes, la primera pista de la Cara-B, «Money», es burla de l'avarícia i el consumisme, amb una lletra irònica i efectes de so relacionats amb la riquesa. «Money» ha estat la pista de més èxit comercial de l'àlbum i ha estat versionada per diverses bandes des de llavors. «Us and Them» parla de l'etnocentrisme i del conflicte i de l'ús de dicotomies simples per descriure les relacions personals. «Brain Damage» tracta sobre la malaltia mental resultant de posar la fama i l'èxit per sobre de les necessitats d'un mateix. En particular el vers «And if the band you're in starts playing different tunes» («i si la banda en la qual ets comença a tocar diferents melodies») reflecteix l'estat mental de l'antic membre de la banda Syd Barrett. L'àlbum acaba amb «Eclipse», que propugna els conceptes de l'alteritat i unitat, alhora que força l'oient a reconèixer els trets comuns dels éssers humans.

## Enregistrament

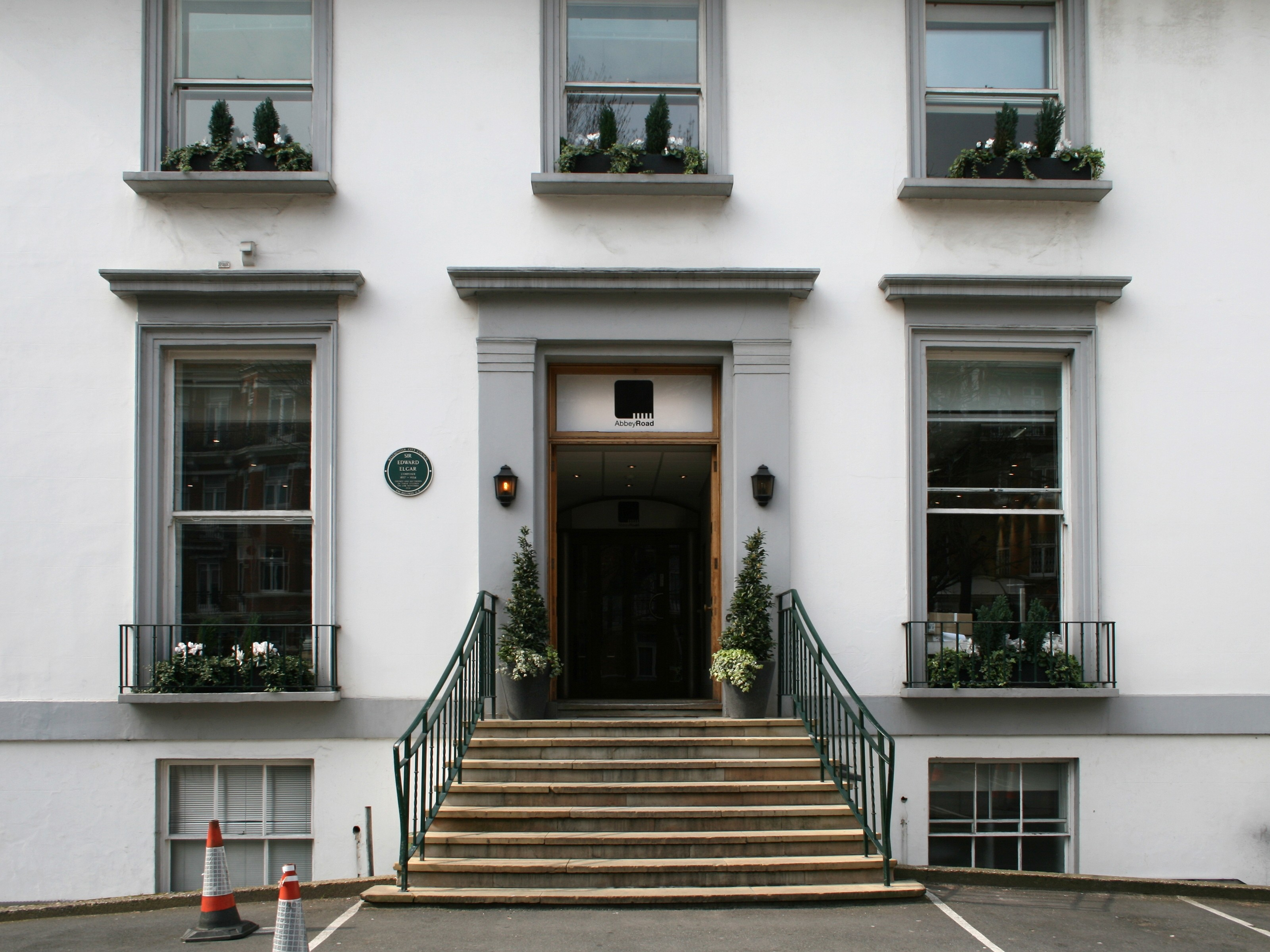
Entrada principal als Estudis Abbey Road.

L'àlbum es va enregistrar als Estudis Abbey Road, en dues sessions, entre maig de 1972 i gener de 1973. A la banda se li va assignar, com a cap tècnic, Alan Parsons, que ja havia treballat com a assistent d'enregistrament a Atom Heart Mother, i que havia guanyat experiència com a enginyer de so als àlbums de The Beatles Abbey Road i Let It Be. Les sessions d'enregistrament es van dur a terme amb les tècniques més sofisticades de l'època. L'estudi era capaç de fer mescles de setze pistes, cosa que oferia un gran nivell de flexibilitat, encara que la banda va arribar a usar tantes pistes que per a fer-ho possible es van haver de fer segones còpies de les cintes.
Començant l'1 de juny, la primera pista a enregistrar-se va ser «Us and Them», seguida sis dies després per «Money». Waters havia creat diversos efectes de so en forma de loops amb objectes relacionats amb els diners, incloent-hi monedes llançades dins d'un bol. Aquests loops es van tornar a gravar quan la banda va decidir d'enregistrar una mescla quadrafònica de l'àlbum (Parsons ha expressat el seu descontentament pel resultat d'aquesta mescla, a causa de la falta de temps i la manca d'enregistradores multipista). Les següents pistes a ser enregistrades van ser «Time» i «The Great Gig in the Sky», seguides d'un descans de dos mesos durant els quals la banda va passar temps amb la família i es va preparar per a una nova gira pels Estats Units. Les sessions d'enregistrament van sofrir diverses interrupcions; Roger Waters, seguidor de l'Arsenal F.C., sovint tallava els enregistraments per anar a veure jugar el seu equip i sovint feien una pausa per a veure Monty Python's Flying Circus a la televisió, deixant Parsons treballar amb el material disponible. Tanmateix, Gilmour ha refutat aquestes afirmacions; en una entrevista de 2003 va dir: «De vegades els vèiem, però quan estàvem molt ocupats continuàvem el treball».
En tornar dels Estats Units el gener de 1973, van enregistrar «Brain Damage», «Eclipse», «Any Colour You Like» i «On the Run», alhora que afinaven el treball que ja tenien fet de les sessions prèvies. Per a cantar «Brain Damage», «Eclipse» i «Time» es van contractar quatre cantants femenines, i per a tocar el saxòfon a «Us and Them» i «Money» es va contractar Dick Parry. La banda va filmar metratge a l'estudi d'enregistrament amb el director Adrian Maben per a Pink Floyd: Live at Pompeii. Una vegada enllestits els enregistraments d'estudi, la banda va començar una gira per Europa.

### Instrumentació

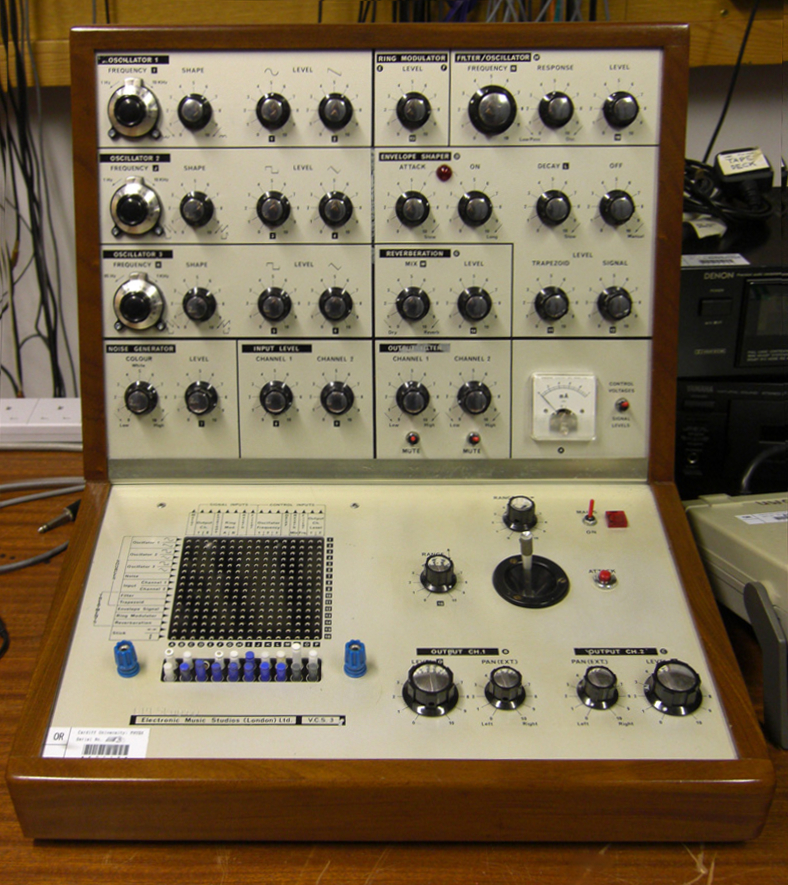
La banda va experimentar amb un EMS VCS 3 en algunes de les cançons de l'àlbum, com «Brain Damage» i «Any Colour You Like».

Pel que fa a la instrumentació, l'àlbum és conegut pels efectes de so metronòmics a la cançó «Speak to Me», i els loops a l'obertura de «Money». Nick Mason, responsable de la majoria dels efectes de so usats a la discografia de Pink Floyd, va rebre una inhabitual acreditació com a únic compositor de «Speak to Me». La pista serveix com a introducció, composta a base de cros-fades (efecte utilitzat per a muntar una peça sobre una altra, abaixant el volum de la primera a mesura que s'apuja el de la segona) realitzats amb elements d'altres peces de l'àlbum. Mason va crear una primera versió a casa seva, abans de completar-la a l'estudi. Per a augmentar la construcció de l'efecte, es van servir d'un acord de piano, enregistrat al revés, que dona lloc a la introducció de «Breathe». Els efectes de so de «Money» es van crear combinant els enregistraments casolans de monedes tintinejants de Waters, sons de papers estripats, el so d'una caixa registradora i el soroll d'una calculadora per a crear un loop de 7 pulsacions (després adaptat a quatre pistes per a crear un efecte de «walk around the room» —com si passegessis per la sala— en la versió quadrafònica de l'àlbum). En alguns moments l'experimentació sònica de l'àlbum va requerir que tots els enginyers i membres de la banda operessin els reguladors de so de la taula de mescles simultàniament per a barrejar els complicats enregistraments multipista d'algunes de les cançons (en particular a «On the Run»).
Al costat de la instrumentació convencional de rock, Pink Floyd va afegir sintetitzadors al seu so. Per exemple, van experimentar amb un EMS VCS 3 a «Brain Damage» i «Any Colour You Like», i un Synthi A a «Time» i «On the Run». També van crear i van enregistrar sons poc convencionals: un enginyer assistent corrent per la sala de reverberació de l'estudi (a «On the Run») o un bombo especialment tractat per a simular la freqüència cardíaca d'un ésser humà (a «Speak to Me», «On the Run», «Time» i «Eclipse»). Aquest so és molt distingible en la intro i el outro de l'àlbum, encara que es pot sentir també esporàdicament en altres pistes: les cançons «Time» i «On the Run» tenen aquest soroll sord. Els sorolls de rellotges fent tic-tac i després marcant les hores de manera simultània (a «Time») els va crear Parsons inicialment com a prova del sistema quadrafònic. Parsons va enregistrar cada so en una botiga de rellotges antics, i encara que el material no s'havia creat específicament per a l'àlbum, finalment es va usar, al costat d'una sèrie de rototoms (un tipus de timbal).

### Veus
Diverses pistes, entre altres «Us and Them» i «Time», són reconeixibles per l'habilitat que mostren Richard Wright i David Gilmour a l'hora d'harmonitzar les seves respectives veus. A The Making of The Dark Side of the Moon, un documental en DVD de 2003 sobre l'elaboració de l'àlbum, Roger Waters l'atribueix al fet que ambdues veus són extremadament similars. Per a treure profit d'això, Parsons va perfeccionar l'ús d'altres tècniques d'estudi com el doubletracking de les veus i de les guitarres, i altres multipistes vocals que permetien a Gilmour d'harmonitzar-se amb ell mateix. També va utilitzar efectes flanger i phaser amb veus i instruments, artificis utilitzant reverb, i el desplaçament de sons entre canals (molt audible a la barreja quadrafònica de «On the Run», quan el so d'un orgue Hammond B3 sortint d'un altaveu leslie gira ràpidament al voltant de l'oient).

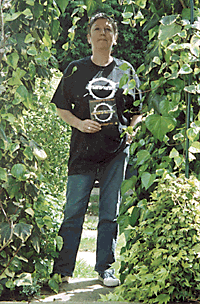
Clare Torry el 2003.

En els crèdits de l'àlbum apareix Clare Torry, una cantant de sessió i compositora, habitual als estudis Abbey Road. Prèviament havia treballat en material de música pop i en diversos àlbums de versions, i després de sentir un d'aquests àlbums, Parsons la va convidar a l'estudi per a cantar a «The Great Gig in the Sky». Torry va rebutjar la invitació perquè volia veure Chuck Berry, que tocava a l'Hammersmith Odeon, però va apanyar-se-les per ser-hi el diumenge següent. Els membres de la banda li van explicar el concepte que hi havia darrere de l'àlbum, però van ser incapaços d'explicar-li el que havia de fer exactament. Gilmour estava a càrrec de la sessió, i en unes quantes preses breus, un diumenge a la nit, va improvisar una melodia sense lletra per a acompanyar l'emotiu solo de piano de Richard Wright. Inicialment, Torry se sentia avergonyida per la seva exuberància dins de la cabina d'enregistrament, i va voler disculpar-se davant de la banda, però es trobà després que estaven encantats del resultat. Posteriorment, es van editar les seves preses per a produir la versió que es va usar en la pista. Li van pagar £30 per la seva col·laboració. El 2004, Torry va demandar EMI i Pink Floyd per regalies de composició, reclamant que havia coescrit «The Great Gig in the Sky» al costat del teclista Richard Wright. Els tribunals de justícia del Regne Unit van arribar a la conclusió que Torry tenia raó, encara que l'acord econòmic al qual van arribar mai va arribar a sortir a la llum pública. Totes les edicions posteriors a 2005 de «The Great Gig in the Sky» acrediten la cançó a Wright i Torry.
Una part important i distingible de l'àlbum són els trossos d'enregistraments de veus entre la música o a sobre d'aquesta. Durant les sessions d'enregistrament, Roger Waters va reclutar el personal i ocupants de l'estudi per a respondre a una sèrie de preguntes impreses en targetes. Es va col·locar els entrevistats davant un micròfon en una cabina fosca de l'estudi, on se'ls mostraven les targetes amb preguntes com «quin és el teu color favorit?» o «quin és el teu plat favorit?», abans de passar a preguntes més enfocades al tema central de l'àlbum (com la bogeria, la violència o la mort). Les respostes es donaven en el mateix ordre que es feien les preguntes, provocant respostes sorprenents. La pregunta «quin va ser l'última vegada que vas ser violent?» era seguida immediatament per la de «tenies raó?» L'enregistrament de l'entrevista al road mànager Roger «The Hat» Manifold va ser l'única que es va fer de mode convencional, ja que en el seu moment la banda no el va poder localitzar, i quan ho van aconseguir ja no trobaven les targetes. Quan se li va demanar quin era l'últim moment violent que havia tingut amb un altre conductor, Manifold va respondre «… li vaig donar un xoc ràpid, curt i fort…», i quan se'l va interrogar sobre la mort va dir «viu per a avui, demà ja no hi seràs, aquest sóc jo…» Un altre tècnic, Chris Adamson, en aquell moment es trobava de gira amb Pink Floyd i va enregistrar l'explícita diatriba que obre l'àlbum: «He estat emprenyat molts fotuts anys: realment molts anys». El road mànager de la banda Peter Watts (pare de l'actriu Naomi Watts) va contribuir amb els riures que apareixen a «Brain Damage» i «Speak to Me». El monòleg sobre «geezers who were cruisin' for a bruisin» (penjats que patrullaven cercant rebre morats) va ser obra de la segona dona de Peter, Puddie (diminutiu de Patrícia) Watts. Les respostes: «I jo no tinc por de morir, qualsevol moment és bo, no m'importa. Per què hauria de tenir por de morir?, no hi ha raó per a això, algun dia cal marxar (que apareix a «The Great Gig in the Sky») i les paraules finals: «en realitat no hi ha cap costat fosc de la lluna..., de fet, tota és fosca» (a sobre de les pulsacions a «Eclipse») són del porter irlandès dels estudis, Gerry O'Driscoll. També es va entrevistar Paul i Linda McCartney, encara que les seves respostes no van arribar a incloure's a l'àlbum. Henry McCullough, col·lega de McCartney a la banda d'aquest, va contribuir amb la famosa frase «I don't know, I was really drunk at the time (no ho sé, estava realment borratxo en aquell moment), que apareix entre «Money» i «Us and Them».

### Edició
Després d'acabar les sessions d'entrevistes, van contractar el productor Chris Thomas per a aportar «un parell d'oïdes fresques». El passat de Thomas era més musical que d'enginyeria. Havia treballat amb el productor de The Beatles, George Martin, i era conegut del mànager de Pink Floyd, Steve O'Rourke. Els quatre membres de la banda tenien posicions oposades quant a la forma de barrejar l'àlbum. Waters i Mason preferien una barreja «seca» i «neta», fent més ús dels elements no musicals, però Gilmour i Wright preferien una barreja més subtil i amb «eco». Thomas va dir després que no existien tals desacords, dient «no hi havia diferències d'opinió entre ells, no recordo Roger dient ni una vegada que no volia menys eco. De fet, mai va haver-hi cap indici que acabarien renyint. Hi havia una atmosfera molt creativa. Molt divertit. Tot i que no és clar com va anar la cosa, la intervenció de Thomas va resultar en un compromís entre Waters i Gilmour, deixant ambdós totalment satisfets del resultat final. Thomas va ser responsable de diversos canvis significatius a l'àlbum, incloent-hi l'eco usat a «Us and Them». També va ser present a l'enregistrament de «The Great Gig in the Sky» (encara que Parsons va ser el responsable de contractar Torry). Roger Waters va dir en una entrevista de 2006, quan li van preguntar si creia haver assolit els seus objectius a l'estudi:
| «               | Quan es va acabar l'àlbum me'n vaig emportar una còpia a casa i la hi vaig posar a la meva dona. Recordo que va començar a plorar quan va acabar. I vaig pensar, «està clar que això ha tocat una fibra en algun lloc» i em vaig sentir bastant satisfet. Saps quan has fet alguna cosa, certament si has creat una peça de música, ho sents amb orelles noves quan la poses a una altra persona. I en aquest punt vaig pensar per a mi, «Wow, això és una peça de treball bastant completa», i vaig tenir confiança en el fet que la gent respondria. | » |
| — Roger Waters, | |   |

En opinió de Wright,
| «                 | Es notava que tota la banda treballava conjuntament. Va ser un moment creatiu. Estàvem tots molt oberts. | » |
| — Richard Wright, | |   |

## Presentació
L'àlbum es va publicar inicialment en format de vinil amb una carpeta desplegable dissenyada per Hipgnosis i George Hardie, la qual mostrava un prisma refractant llum a la seva portada. El grup Hipgnosis va dissenyar algunes de les portades dels àlbums previs de la banda, amb resultats controvertits; EMI no va quedar satisfeta en veure les portades d'Atom Heart Mother i Obscured by Clouds, ja que esperaven dissenys més tradicionals que incloguessin rètols i paraules, però els dissenyadors Storm Thorgeson i Aubrey Powell van poder ignorar les crítiques, ja que la banda els contractava. Per a The Dark Side of the Moon Richard Wright els va demanar que li presentessin quelcom una mica «més elegant, amb més classe». El disseny del prisma es va inspirar en una fotografia que Thorgeson havia vist en una sessió de brainstorming (pluja d'idees) a la que havia assistit amb Powell. El disseny va anar a càrrec de George Hardie, empleat d'Hipgnosis. La companyia d'art va oferir als membres de la banda elegir entre un total de set dissenys, però els quatre van coincidir que el disseny del prisma era, de llarg, el millor. El disseny del prisma representa tres elements: la il·luminació en els concerts de la banda, les lletres de l'àlbum i el desig de Richard Wright de crear una portada més «senzilla i pulcra». L'espectre de llum continua pel desplegable abans de tornar a unir-se en un altre prisma a la contraportada, una idea de Roger Waters. Afegit al cap de poc, el disseny del desplegable també conté la representació del batec de cor emprat al llarg de l'àlbum, mentre que la idea d'incloure un altre prisma a la contraportada va ser de Thorgeson, amb l'objectiu de facilitar la disposició de l'àlbum a les botigues de música. La banda de llum que emana del prisma a l'àlbum té sis colors, deixant fora l'indi en comparació amb la tradicional divisió de l'espectre en vermell, taronja, groc, verd, blau, anyil i violeta. Un prisma normal mostraria un espectre continu sense límits definits entre un color i el següent.
Dins de la carpeta desplegable venien dos pòsters, un d'ells amb fotografies de la banda en concert amb el text Pink Floyd trencat i les peces escampades, i l'altre amb una imatge de les Piràmides de Guiza presa per Powell i Thorgeson amb una pel·lícula infraroja. També incloïa un full amb adhesius de les piràmides. VH1 va posicionar la portada al quart lloc de la seva llista de les millors portades de tots els temps el 2003, i el 2009 els seguidors de l'emissora de ràdio britànica Planet Rock la van votar com la millor de tots els temps.
Des de la partida del membre fundador Barrett de la banda el 1968, la càrrega de la composició de les lletres va recaure, majoritàriament, en Waters. The Dark Side of the Moon és el primer de cinc àlbums consecutius de Pink Floyd on se l'acredita com a llestrista.[c] La banda estava tan confiada en la qualitat de les lletres que, per primera vegada, van decidir afegir els textos dins l'LP. Quan se li va preguntar el 2003 si el seu paper a l'àlbum va ser «organitzar [les] idees i estructures» i el de David Gilmour «la música», Waters va respondre:
| « | Això és una ximpleria. Sens dubte Dave necessita un vehicle per a treure el millor de la seva guitarra. I és un gran guitarrista. Però la idea que ha intentat propagar al llarg dels anys que ell és més musical que jo, és una verdadera ximpleria. És un concepte absurd, tot i que la gent sembla contenta creïent-ho.[d] | » |

## Llançament

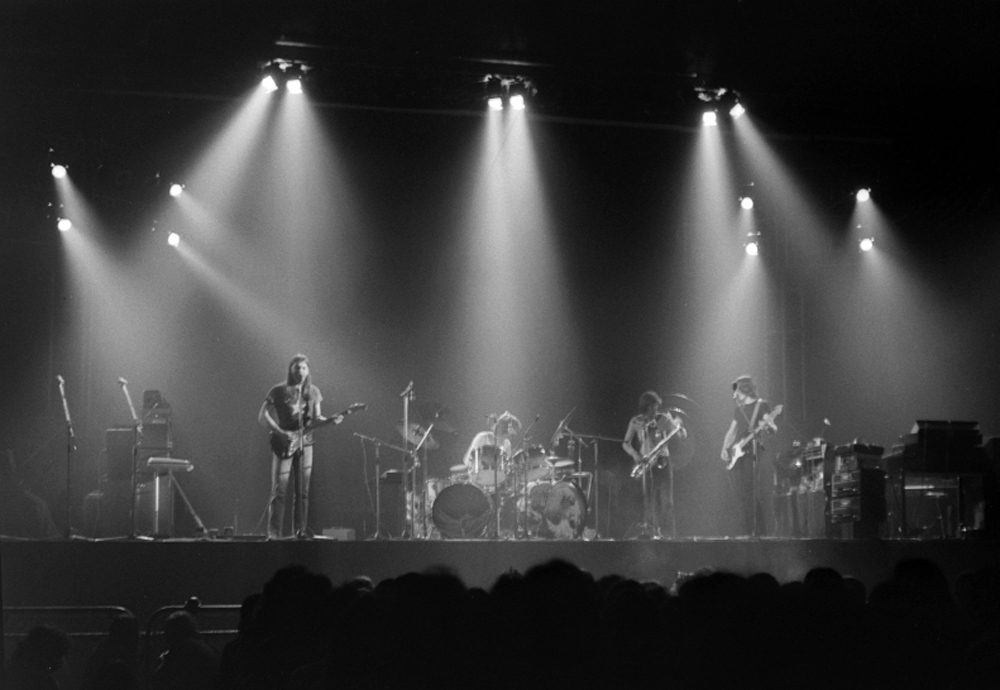
Una actuació en directe de The Dark Side of the Moon a Earls Court el 1973. D'esquerra a dreta: Dave Gilmour, Nick Mason, Dick Parry, Roger Waters.

A excepció de Wright, la banda va boicotejar la presentació de premsa al London Planetarium del 27 de febrer, ja que la barreja quadrafònica no estava completada. Als convidats se'ls va rebre amb un quartet de retalls de cartró de mida real de la banda, mentre que la barreja estereofònica de l'àlbum es va llançar a través d'un equip de PA de mala qualitat. De totes maneres, en general, la premsa es va mostrar entusiasmada; Roy Hollingworth de Melody Maker va descriure la Cara A com a: «... tan completament confosa amb si mateixa que era difícil seguir-la», encara que va passar a lloar la Cara B, escrivint: «les cançons, els sons, els ritmes eren sòlids i ferms, el saxo va aparèixer, la banda rockanrolejà, per després desaparèixer en la nit». Steve Peacock de Sounds va escriure: «tant li fa si no has sentit ni una nota de la música de Pink Floyd en la teva vida, recomanaria a tothom sense reserves The Dark Side of the Moon...» A la seva ressenya de 1973 sobre l'àlbum per a la revista Rolling Stone, Lloyd Grossman va escriure: «un gran àlbum amb una riquesa de textura i concepte que no sols convida, sinó que exigeix involucrar-s'hi
The Dark Side of the Moon es va publicar als Estats Units l'1 de març de 1973, i després al Regne Unit el 16 d'aquell mateix mes. Es va convertir immediatament en un èxit de vendes al Regne Unit i l'Europa Occidental; el mes següent, havia rebut el disc d'or tant als Estats Units com al Regne Unit. Durant el març de 1973 la banda va tocar l'àlbum com a part de la seva gira nord-americana, incloent-hi una actuació a mitjanit al Radio City Music Hall de Nova York el 17 de març. El plat fort va consistir en un avió llançat des del fons del recinte al final de «On the Run», estavellant-se a l'escenari entre fum taronja, davant dels 6.000 espectadors que van assistir a l'actuació. L'àlbum va arribar a la primera posició de la llista d'àlbums Billboard el 28 d'abril de 1973,[e] obtenint tant èxit que van retornar dos mesos després per fer una altra gira.

### Discogràfica
Gran part del matiner èxit de l'àlbum als Estats Units es va deure a la seva discogràfica a aquest país, Capitol Records. El recentment nomenat president de la companyia, Bhaskar Menon, va intentar per tots els mitjans millorar les pobres vendes de l'àlbum d'estudi previ de Pink Floyd, Meddle. Mentrestant, desencisats amb Capitol, la banda i el seu mànager O'Rourke havien estat negociant amb Columbia Records, específicament amb el president de la CBS Clive Davis. The Dark Side of the Moon era l'últim àlbum que estaven obligats a llançar abans de quedar lliures de contracte i poder firmar amb una altra companyia. L'entusiasme de Menon va ser tan gran que es va encarregar de fer una gran campanya de promoció de l'àlbum, incloent-hi versions truncades de «Us and Them» i «Time» per a les emissores de ràdio. En alguns països, especialment al Regne Unit, Pink Floyd no havia llançat un senzill des de Point Me At The Sky de 1968, i excepcionalment es va llançar «Money» com a senzill el 7 de maig, amb «Any Colour You Like» com a Cara B. Arribà al tretzè lloc de la llista Billboard Hot 100 el juliol de 1973. [f] Es va enviar a les emissores de ràdio una versió promocional amb barreges en mono i estèreo amb etiquetes blanques. Al costat de la versió mono es va retirar la paraula «bullshit» (merda) de la cançó, deixant només «bull», tanmateix la versió estèreo contenia la versió sense censurar. Posteriorment això es va intentar reparar; es va enviar un reemplaçament a les emissores al costat d'una nota que advertia els discjòqueis que eliminessin la primera còpia sense censurar que havien rebut. El 4 de febrer es va llançar «Time», amb «Us and Them» com a Cara B.[g] Tanmateix, els esforços de Menon per renovar el contracte discogràfic amb Pink Floyd van ser en va; a començaments de 1974, la banda va firmar amb Columbia i va rebre un avenç d'un milió de dòlars (al Regne Unit i Europa van continuar amb el seu contracte amb Harvest Records).

### Vendes
The Dark Side of the Moon és un dels àlbums més venuts de tots els temps (sense comptar compilacions i bandes sonores), a més d'estar entre els 25 àlbums més venuts dels Estats Units. Encara que només va romandre una setmana al primer lloc de les llistes nord-americanes, va romandre en la llista Billboard 200 durant 741 setmanes. L'àlbum va tornar a entrar en les llistes del Billboard amb la introducció de la llista Top Pop Catalog Albums el maig de 1991, i ha estat un habitual en la llista des de llavors. Al Regne Unit és el sisè àlbum més venut de la història.
| «            | Crec que, quan es va acabar, tothom va pensar que era el millor que havíem fet fins a la data, i tothom estava molt content amb ell, però de cap de les maneres ningú pensava que era cinc vegades millor que Meddle, o vuit vegades millor que Atom Heart Mother, ni les vendes que realment ha tingut. Es tractava […] no només que era un bon àlbum, sinó també d'estar en el moment i lloc adequats. | » |
| — Nick Mason | |   |

Als Estats Units el LP es va llançar abans que es comencessin a lliurar els discos de platí, cosa que va ocórrer l'1 de gener de 1976. Per aquest motiu, només posseïa un disc d'or fins que el febrer de 1990 es va certificar platí onze vegades. El 4 de juny de 1998 la Recording Industry Association of America (RIAA) va certificar l'àlbum 15 vegades platí, gràcies als quinze milions de discos venuts als Estats Units, fent de l'àlbum el seu treball més venut al país (The Wall és 23 vegades platí, però els àlbums dobles compten doble, per la qual cosa les vendes reals són d'11,5 milions de còpies). «Time» i «Money» continuen rebent radiodifusió; als Estats Units, l'any 2005, el 20 d'abril, «Time» havia estat radiada 13.723 vegades i «Money» en 13.731 ocasions.[h] «Money» es va vendre bé com a senzill, ja que les fonts de vendes mundials suggereixen que ha venut uns 45 milions de còpies a escala mundial. Es continuen venent entre 8.000 i 9.000 còpies setmanals de l'àlbum, i el 2002 se'n van vendre un total de 400.000, convertint-lo en el nombre 200 en vendes d'aquell any- gairebé tres dècades després del seu llançament. Segons un article del Wall Street Journal del 2 d'agost de 2006, malgrat que l'àlbum es va llançar el 1973, ha venut des de 1991 7,7 milions de còpies només als Estats Units i continua venent aproximadament 9.600 còpies setmanals. El 2010 segueix ocupant un lloc destacat a la llista Pop Catalogue Chart de Billboard amb més de 940 setmanes seguides en llista. Va arribar al primer lloc quan es va llançar l'edició CD/SACD el 2003, venent 800.000 còpies només als Estats Units. La setmana del 5 de maig de 2006 The Dark Side of the Moon va assolir un total combinat de 1.500 setmanes entre les llistes Billboard 200 i Pop Catalogue. S'estima que una de cada catorze persones menors de cinquanta anys posseeix o ha posseït una còpia de l'àlbum.
El 2006 els seguidors de l'Australian Broadcasting Corporation la van votar com «El meu àlbum favorit», i el 2003 la revista Rolling Stone va col·locar The Dark Side of the Moon en el lloc número 43 en la seva llista de Els 500 millors àlbums de tots els temps. També es troba en el segon lloc de la llista de Els 200 millors àlbums de tots els temps elaborada per la National Association of Recording Merchandisers.
| País          | Certificació | Vendes                         | Últim dia certificació | Notes                              |
| ------------- | ------------ | ------------------------------ | ---------------------- | ---------------------------------- |
| Austràlia     | 11× Platí    | 770.000+                       |                        |                                    |
| Àustria       | 2× Platí     | 60.000+                        | 15 de maig 2003        |                                    |
| Canadà        | 2× Diamant   | 2.000.000+                     | març de 2003           |                                    |
| Alemanya      | 2× Platí     | 400.000+                       | 1993                   |                                    |
| Polònia       | Platí        | 20.000+                        | 2003                   |                                    |
| Regne Unit    | 9× Platí     | 3.956.177 a 14 de juny de 2009 | 15 d'abril 2005        | Sisè àlbum més venut al Regne Unit |
| RIAA EUA      | 15× Platí    | 15.000.000+                    | 6 d'abril de 1998      |                                    |
| Soundscan EUA |              | 8.360.000+                     |                        | Des de 1991 fins a febrer de 2007  |

## Posició a les llistes
| Any  | Llista                              | Posició | Notes                             |
| ---- | ----------------------------------- | ------- | --------------------------------- |
| 1973 | Llista d'àlbums del Regne Unit      | 2       |                                   |
| 1973 | Billboard 200 (EUA)                 | 1       |                                   |
| 1973 | Llista d'àlbums de Suècia           | 16      |                                   |
| 1973 | Llista noruega d'àlbums             | 2       |                                   |
| 1980 | Llista noruega d'àlbums             | 9       | Re-entrada                        |
| 1993 | US Billboard Top Pop Catalog Albums | 1       | Reedició                          |
| 1993 | Llista d'àlbums d'Austràlia         | 11      | Reedició                          |
| 2003 | US Billboard Top Pop Catalog Albums | 1       | Edició 30è aniversari híbrid SACD |
| 2003 | Llista noruega d'àlbums             | 7       | Edició 30è aniversari híbrid SACD |

## Reedicions i remasterització
El 1979 es va llançar The Dark Side of the Moon com a LP remasteritzat per Mobile Fidelity Sound Lab, i l'abril de 1988 en un CD d'or format «Ultradisc». EMI va ser l'encarregada del primer llançament en disc compacte el 1984. El 1992, l'àlbum es va reeditar en forma de CD remasteritzat en la caixa recopilatòria Shine On. Aquesta versió es va tornar a editar en una caixa per celebrar el seu vintè aniversari, al costat d'una sèrie de postals, el 1993. Igual com a la portada original de 1973, el disseny va anar a càrrec de Storm Thorgerson. Alguns suggereixen que en les últimes edicions del CD se sent feblement una versió orquestral de la cançó de The Beatles Tiquet To Ride al final de «Time», per sobre dels batecs que clausuren l'àlbum. Possiblement es tracti d'un error de la remasterització, ja que no és audible al disc de vinil original.
La barreja quadrafònic original,[i] encara que encarregada per EMI, no va rebre l'aprovació de la banda. No obstant això, per celebrar el trentè aniversari de l'àlbum es va llançar una versió renovada el 2003. Hi va haver certa sorpresa quan la banda va triar no usar la vella barreja quadrafònica feta per Parsons (barrejada poc després del llançament original), sinó que van elegir el seu actual enginyer de so James Guthrie per crear una nova barreja en 5.1 per a la versió en format SACD. Guthrie ha treballat amb la banda des que va coproduir i va fer d'enginyer de so per al seu àlbum de 1979, The Wall, havent treballat prèviament en versions multicanal del mateix per a un llançament a DVD, i de l'àlbum In the Flesh de Waters per a un SACD. L'any 2003, Alan Parsons va expressar certa decepció amb la barreja SACD de Guthrie, suggerint que Guthrie va ser «possiblement massa fidel a la barreja original», encara que va ser generós amb el llançament en general.
Comentant sobre la barreja multicanal de «On the Run», Parsons va dir: «Després d'escoltar la barreja una bona estona, crec que estic sentint estèreo amb una mica de surround». Va lloar les barreges d'altres de les cançons, en particular «The Great Gig in the Sky»: «Em trec el barret davant de James per escollir les parts correctes de la veu de Clare. I ha millorat la barreja feta en estèreo, que és una mica fluixa. L'estèreo és potent a l'òrgan Hammond, i Clare està una mica apagada. A la meva barreja quadrafònica, el Hammond gairebé no hi és, cosa que demostra que no vaig ser fidel a la barreja estereofònica. El quadrafònic sona bastant bé, però James encara té el seu punt. La seva barreja és definitivament més neta, i ha apropat Clare una mica més». Aquesta edició del 30è aniversari va rebre quatre premis Surround Music el 2003 i ha venut més de 800.000 còpies des del seu llançament. El disseny de la portada va anar a càrrec d'un equip de dissenyadors sota la direcció de Storm Thorgerson. La imatge és una fotografia d'un vitrall, fet a mida amb les dimensions i proporcions exactes de l'original. En lloc dels colors opacs de l'original van usar vidre transparent, subjecte amb làmines de plom. La idea deriva de la «sensació de puresa del so, sent so multicanal 5.1 ...» La imatge es va crear amb el desig de ser «igual però diferent, tant que el disseny és clarament Dark Side of the Moon, sent el disseny del prisma, però diferent i nou ...»
El 2003 també es va llançar una versió en vinil de 180 grams de The Dark Side of the Moon (masteritzat per Kevin Gray a AcousTech Mastering) que inclou versions lleugerament diferents dels pòsters i adhesius originals que es van incloure en la versió original, al costat d'un pòster del 30è aniversari completament nou. El 2007 es va incloure l'àlbum a Oh, By The Way, una caixa recopilatòria llançada per commemorar el 40è aniversari de la banda, i una versió lliure de DRM per a iTunes.

## Llegat

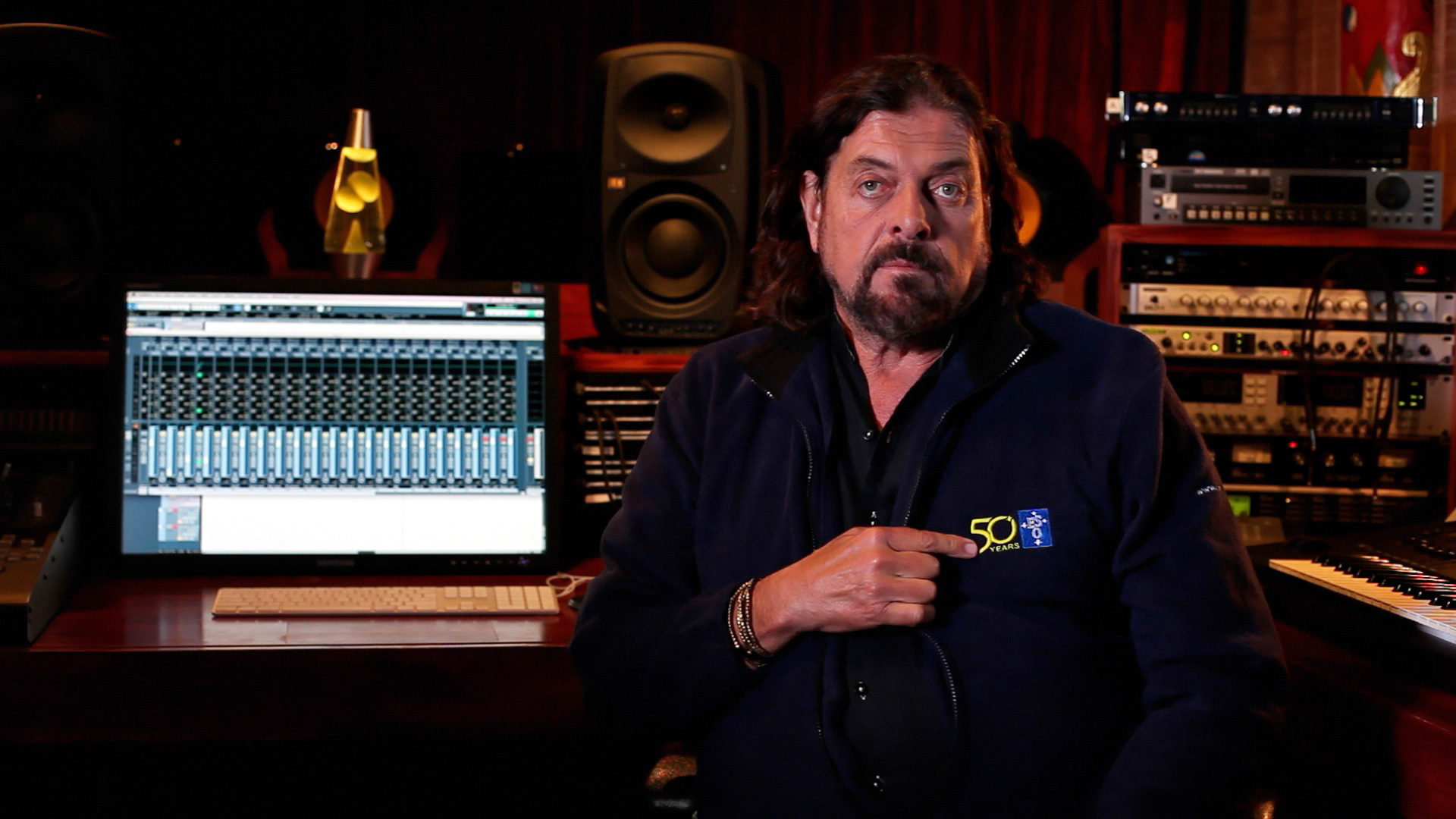
Alan Parsons

L'èxit de l'àlbum va portar una riquesa prèviament desconeguda als quatre membres de la banda; Richard Wright i Roger Waters es van comprar grans cases de camp, i Nick Mason va esdevenir col·leccionista de cotxes de luxe. A més, part dels beneficis es van invertir en la producció de Monty Python And The Holy Grail.
Gràcies a la producció, Alan Parsons va guanyar un Premi Grammy al «àlbum amb millor enginyeria de so» el 1973, i va passar a tenir la seva pròpia carrera com artista. Waters i Gilmour sovint han menyspreat la seva contribució en l'èxit de l'àlbum, encara que Mason ha lloat el seu paper en el mateix. El 2003 Parsons va reflexionar dient: «Crec que tots ells creuen que vaig aconseguir mantenir-me la resta de la meva carrera gràcies a Dark Side of the Moon, cosa que té certa part de veritat. Però de tant en tant em desperto, frustrat pel fet que han guanyat incomptables milions i molta de la gent involucrada en l'àlbum no».
| «                | M'ha canviat en molts aspectes, perquè ha portat molts diners, i un se sent molt segur quan pot vendre un àlbum dos anys seguits. Però no ha canviat la meva actitud envers la música. Encara que va ser un èxit, es va fer de la mateixa manera que tota la resta dels nostres àlbums, i l'únic criteri que tenim per llançar música és si ens agrada o no. No va ser un intent deliberat de fer un àlbum comercial. Simplement va ocórrer així. Sabies que era molt més melòdic que els anteriors àlbums de Floyd, i hi havia un concepte que el travessava de banda a banda. La música era més fàcil d'absorbir i el tenir noies cantants li va afegir un toc comercial que cap dels nostres altres àlbums no tenia. | » |
| — Richard Wright | |   |

El perdurable llegat de The Dark Side of the Moon es troba en la seva influència en la música moderna, els músics que han fet versions de les seves cançons, i fins i tot en mites urbans. El seu llançament és, sovint, vist com un punt simbòlic en la història de la música rock, i, a vegades, s'han buscat similituds entre Pink Floyd i Radiohead, en especial el seu àlbum de 1997 OK Computer, al que se l'ha anomenat The Dark Side of the Moon dels anys 1990, ja que ambdós àlbums tenen una mica en comú: la pèrdua de l'habilitat creativa d'un individu per continuar funcionant al món modern.

### Versions isamples
Un dels covers més coneguts de The Dark Side of the Moon és Return to the Dark Side of the Moon: A Tribute to Pink Floyd, llançat el 2006. És un tribut fet per artistes de rock progressiu com Adrian Belew, Tommy Shaw, Dweezil Zappa i Rick Wakeman. En una clara referència humorística, Keith Moon, bateria del grup The Who, va anomenar el seu disc en solitari Two Sides of the Moon. El grup Ministry també va parodiar el títol en el seu àlbum Dark Side of the Spoon. El 2000 The Squirrels van llançar The Not So Bright Side of the Moon, que conté covers de l'àlbum complet. El 2003, el grup d'artistes de reggae de Nova York Easy Star All Stars van llançar Dub Side Of The Moon. 

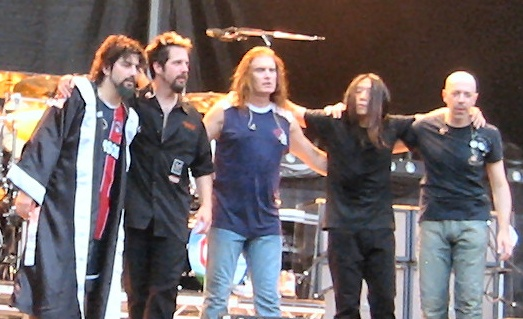
La banda de metal progressiu Dream Theater ha interpretat l'àlbum en els seus concerts en diverses ocasions.

Mary Fahl, l'exvocalista d'October Project, va realitzar l'àlbum From the Dark Side of the Moon, una «reimaginació» de l'àlbum de Pink Floyd amb versions de totes les cançons, encara que per problemes deguts a la reorganització del segell discogràfic V2 Records, mai no es va arribar a llançar de forma oficial. El grup Voices on The Dark Side va llançar l'àlbum Dark Side Of The Moon A Cappella, una versió de l'àlbum totalment a cappella. La banda de bluegrass Poor Man's Whiskey sovint interpreta l'àlbum en els seus concerts, cridant a la peça Dark Side of the Moonshine. El 2004 es va llançar una versió de l'àlbum en una versió de quartet de corda. El 2009 The Flaming Lips van anunciar que tenien previst llançar una versió de l'àlbum pista a pista.
Diverses bandes i artistes han versionat l'àlbum al complet en directe: la banda de rock Phish va fer una versió semiimprovisada de l'àlbum sencer com a part del seu concert en West Valley City, Utah. La banda de metal progressiu Dream Theater també ha interpretat l'àlbum al complet en els seus concerts.
Diversos artistes han utilitzat samples i loops de The Dark Side of the Moon per als seus treballs. Milli Vanilli va usar loops de la cançó «Money» per a la seva pròpia cançó «Money», igual que Marky Mark And The Funky Bunch al seu àlbum Music for the People.

### Dark Side of the Rainbow
The Dark Side Of The Rainbow i The Dark Side of Oz són noms que s'usen per definir els rumors llançats per Internet, que hi ha almenys des de 1994, que diuen que Dark Side of the Moon es va fer amb la idea de servir com a banda sonora de la pel·lícula de 1939 El Mag d'Oz. Els observadors que han posat la pel·lícula i l'àlbum de forma simultània diuen que aparentment hi ha sincronies, com quan Dorothy comença a córrer i la banda comença a cantar «no one told you when to run (ningú no et va dir quan començar a córrer»). Tant David Gilmour com Nick Mason han negat la connexió entre les dues obres, mentre que Roger Waters ha descrit els rumors com a «divertits». Alan Parsons ha assegurat que la pel·lícula ni tan sols va arribar a esmentar-se durant la producció de l'àlbum.

## Llista de cançons
Totes les lletres escrites per Roger Waters. 
| Núm. | Títol                      | Música                         | Vocalista principal | Durada |
| ---- | -------------------------- | ------------------------------ | ------------------- | ------ |
| 1.   | «Speak to Me»              | Nick Mason                     | Instrumental        | 1:30   |
| 2.   | «Breathe»                  | Waters, Gilmour, Wright        | Gilmour             | 2:43   |
| 3.   | «On the Run»               | Gilmour, Waters                | Instrumental        | 3:30   |
| 4.   | «Time/Breathe (reprise)»   | Mason, Waters, Wright, Gilmour | Gilmour i Wright    | 6:53   |
| 5.   | «The Great Gig in the Sky» | Wright, Clare Torry[j]         | Clare Torry         | 4:45   |

Totes les lletres escrites per Roger Waters. 
| Núm. | Títol                 | Música                 | Vocalista principal | Durada |
| ---- | --------------------- | ---------------------- | ------------------- | ------ |
| 1.   | «Money»               | Waters                 | Gilmour             | 6:30   |
| 2.   | «Us and Them»         | Waters, Wright         | Gilmour i Wright    | 7:34   |
| 3.   | «Any Colour You Like» | Gilmour, Mason, Wright | Instrumental        | 3:24   |
| 4.   | «Brain Damage»        | Waters                 | Waters              | 3:50   |
| 5.   | «Eclipse»             | Waters                 | Waters              | 1:45   |

## Personal
| Pink Floyd - David Gilmour: vocals, pedal steel i guitarra, sintetitzador VCS 3, producció - Nick Mason: bateria, percussió, efectes, producció - Roger Waters: baix, veu, sintetitzador VCS 3, efectes, producció - Richard Wright: teclats, veu, sintetitzador VCS 3, producció | Músics addicionals - Dick Parry: saxòfon a Money i Us and Them - Clare Torry: veu a The Great Gig in the Sky, cors - Lesley Duncan: cors - Barry St. John: cors - Lliça Strike: cors - Doris Troy: cors |

Producció
- Alan Parsons: enginyer de so
- Peter James: assistent d'enginyeria de so (identificat incorrectament com a «Peter Jones» a les primeres còpies de l'LP dels Estats Units)
- Chris Thomas: barreges
- George Hardie: il·lustracions, disseny de portada
- Hipgnosis: disseny, fotografia
- Jill Furmanovsky: fotografia
- James Guthrie: supervisor de masterització en les edicions del 20è i 30è aniversari, barreges 5.1 en l'edició del 30è aniversari
- Doug Sax: remasterització a les edicions del 20è i 30è aniversari
- David Sinclair: notes interiors de la reedició en CD
- Storm Thorgerson: disseny en les edicions del 20è i 30è aniversari
- Drew Vogel: art i fotografia de la reedició en CD